# Pleuroseta wentworthi
Pleuroseta wentworthi är en tvåvingeart som först beskrevs av Richards 1973.  Pleuroseta wentworthi ingår i släktet Pleuroseta och familjen hoppflugor. Inga underarter finns listade i Catalogue of Life.